# Grčka vaterpolska prvenstva
Popis osvajača grčkih vaterpolskih prvenstava. 
Trenutno grčka vaterpolska liga nosi ime A1 Ethniki. Najvažnije je vaterpolsko natjecanje u Grčkoj.
Održava se od 1927. godine. 
Organizira ju Grčki plivački savez.
Grčka liga nosila je razna imena kroz povijest:
- od 1927./28. do 1965./66.: Campeonato Panhellenic
- od 1966./67. do 1985./86.: A Ethniki
- od 1986./87. do danas: A1 Ethniki

## Prvaci
- 1922./23.:  Piraikos Sindesmos
- 1925./26.:  Ethnikos Pirej
- 1926./27.:  Olympiakos Pirej
- 1927./28.:  Aris Solun
- 1928./29.:  Aris Solun (2)
- 1929./30.:  Aris Solun (3)
- 1930./31.:  Ethnikos Pirej (2)
- 1931./32.:  Aris Solun (4)
- 1932./33.:  Olympiakos Pirej (2)
- 1933./34.:  Olympiakos Pirej (3)
- 1934./35.:  NO Patras
- 1935./36.:  Olympiakos Pirej (4)
- 1936./37.:  NO Patras (2)
- 1937./38.:  NO Patras (3)
- 1938./39.:  NO Patras (4)
- 1939./40.:  NO Patras (5)
- 1940./41.: –
- 1941./42.: –
- 1942./43.: –
- 1943./44.: –
- 1944./45.  NO Patras (6)
- 1945./46.  NO Patras (7)
- 1946./47.  Olympiakos Pirej (5)
- 1947./48.  Ethnikos Pirej (3)
- 1948./49.  Olympiakos Pirej (6)
- 1949./50.  NO Patras (8)
- 1950./51.  Olympiakos Pirej (7)
- 1951./52.  Olympiakos Pirej (8)
- 1952./53.  Ethnikos Pirej (4)
- 1953./54.  Ethnikos Pirej (5)
- 1954./55.  Ethnikos Pirej (6)
- 1955./56.  Ethnikos Pirej (7)
- 1956./57.  Ethnikos Pirej (8)
- 1957./58.  Ethnikos Pirej (9)
- 1958./59.  Ethnikos Pirej (10)
- 1959./60.  Ethnikos Pirej (11)
- 1960./61.  Ethnikos Pirej (12)
- 1961./62.  Ethnikos Pirej (13)
- 1962./63.  Ethnikos Pirej (14)
- 1963./64.  Ethnikos Pirej (15)
- 1964./65.  Ethnikos Pirej (16)
- 1965./66.  Ethnikos Pirej (17)
- 1966./67.  Ethnikos Pirej (18)
- 1967./68.  Ethnikos Pirej (19)
- 1968./69.  Ethnikos Pirej (20) i
 Olympiakos Pirej (9)
- 1969./70.  Ethnikos Pirej (21)
- 1970./71.  Olympiakos Pirej (10)
- 1971./72.  Ethnikos Pirej (22)
- 1972./73.  Ethnikos Pirej (23)
- 1973./74.  Ethnikos Pirej (24)
- 1974./75.  Ethnikos Pirej (25)
- 1975./76.  Ethnikos Pirej (26)
- 1976./77.  Ethnikos Pirej (27)
- 1977./78.  Ethnikos Pirej (28)
- 1978./79.  Ethnikos Pirej (29)
- 1979./80.  Ethnikos Pirej (30)
- 1980./81.  Ethnikos Pirej (31)
- 1981./82.  Ethnikos Pirej (32)
- 1982./83.  Ethnikos Pirej (33)
- 1983./84.  Ethnikos Pirej (34)
- 1984./85.  Ethnikos Pirej (35)
- 1985./86.  ANO Glyfada
- 1986./87.  ANO Glyfada (2)
- 1987./88.  Ethnikos Pirej (36)
- 1988./89.  ANO Glyfada (3)
- 1989./90.  ANO Glyfada (4)
- 1990./91.  NO Vouliagmeni
- 1991./92.  Olympiakos Pirej (11)
- 1992./93.  Olympiakos Pirej (12)
- 1993./94.  Ethnikos Pirej (37)
- 1994./95.  Olympiakos Pirej (13)
- 1995./96.  Olympiakos Pirej (14)
- 1996./97.  NO Vouliagmeni (2)
- 1997./98.  NO Vouliagmeni (3)
- 1998./99.  Olympiakos Pirej (15)
- 1999./00.  Olympiakos Pirej (16)
- 2000./01.  Olympiakos Pirej (17)
- 2001./02.  Olympiakos Pirej (18)
- 2002./03.  Olympiakos Pirej (19)
- 2003./04.  Olympiakos Pirej (20)
- 2004./05.  Olympiakos Pirej (21)
- 2005./06.  Ethnikos Pirej (38)
- 2006./07.  Olympiakos Pirej (22)
- 2007./08.  Olympiakos Pirej (23)
- 2008./09.  Olympiakos Pirej (24)
- 2009./10.  Olympiakos Pirej (25)
- 2010./11.  Olympiakos Pirej (26)
- 2011./12.  NO Vouliagmeni (4)
- 2012./13.  Olympiakos Pirej (27)
- 2013./14.  Olympiakos Pirej (28)
- 2014./15.  Olympiakos Pirej (29)
- 2015./16.  Olympiakos Pirej (30)
- 2016./17.  Olympiakos Pirej (31)
- 2017./18.  Olympiakos Pirej (32)
- 2018./19.  Olympiakos Pirej (33)
- 2019./20.  Olympiakos Pirej (34)
- 2020./21.  Olympiakos Pirej (35)
- 2021./22.  Olympiakos Pirej (36)
- 2022./23.  Olympiakos Pirej (37)
- 2023./24.  Olympiakos Pirej (38)
- 2024./25.  Olympiakos Pirej (39)

### Uspješnost klubova
| No. | Klub               | Prvak | Godine |
| --- | ------------------ | ----- | --- |
| 1.  | Olympiakos Pirej   | 39    | 1927., 1933., 1934., 1936., 1947., 1949., 1951., 1952., 1969*., 1971., 1992., 1993., 1995., 1996., 1999., 2000., 2001., 2002., 2003., 2004., 2005., 2007., 2008., 2009., 2010., 2011., 2013., 2014., 2015., 2016., 2017., 2018., 2019., 2020., 2021., 2022., 2023., 2024., 2025. |
| 2.  | Ethnikos Pirej     | 38    | 1926., 1931., 1948., 1953., 1954., 1955., 1956., 1957., 1958., 1959., 1960., 1961., 1962., 1963., 1964., 1965., 1966., 1967., 1968., 1969*., 1970., 1972., 1973., 1974., 1975., 1976., 1977., 1978., 1979., 1980., 1981., 1982., 1983., 1984., 1985., 1988., 1994., 2006.        |
| 3.  | NO Patras          | 8     | 1935., 1937., 1938., 1939., 1940., 1945., 1946., 1950. |
| 4.  | Aris Solun         | 4     | 1928., 1929., 1930., 1932. |
| 5.  | ANO Glyfada        | 4     | 1986., 1987., 1989., 1990. |
| 6.  | NO Vouliagmeni     | 4     | 1991.,1997., 1998,, 2012. |
| 7.  | Piraikos Sindesmos | 1     | 1923. |

* Prvenstvo 1969. godine podijelili su Olympiakos i Ethnikos